# Tumulus de Hochtumsknopf
Le tumulus de Hochtumsknopf (en allemand : Das Hügelgrab in Hochtumsknopf) est un tumulus situé à dans la commune belge de Burg-Reuland au sud-est de la province de Liège. 
Il est repris sur la liste du patrimoine immobilier classé de Burg-Reuland depuis 1998.

## Localisation
Ce tumulus se situe à une petite centaine de mètres au sud de la route nationale 827 entre les villages de Maldingen et de Grüfflingen et au sud de Braunlauf. Avec le tumulus de Schinkelsknopf à Galhausen, il fait partie des deux tumuli des Cantons de l'est de Belgique

## Description
La butte d'une cinquantaine de mètres de diamètre est recouverte d'épicéas.